# Tau Cygni
Tau Cygni, (τ Cygni, förkortat Tau Cyg, τ Cyg), som är stjärnans Bayer-beteckning, är en dubbelstjärna i den mellersta delen av stjärnbilden Svanen. Den har en genomsnittlig skenbar magnitud på +3,80 och är synlig för blotta ögat där ljusföroreningar ej förekommer. Baserat på parallaxmätningar i Hipparcos-uppdraget på ca 49,2 mas beräknas den befinna sig på ca 68 ljusårs (21 parsek) avstånd från solen.

## Egenskaper
Primärstjärnan Tau Cygni A är en gul till vit underjättestjärna av spektralklass F2 IV. Den har en massa som är omkring 70 procent större än solens massa, en radie som är ca 2,5 gånger större än solens och utsänder ca 11 gånger mera energi än solen från dess fotosfär vid en effektiv temperatur på ca 6 600 K.
Tau Cygni, eller 65 Cygni, är en pulserande variabel av Delta Scuti-typ (DSCT). Den varierar mellan skenbar magnitud +3,65 och 3,75 utan fastställd periodicitet.
Följeslagaren Tau Cygni B av 6:e magnituden, är en gul stjärna i huvudserien av spektralklass G0 V, som liknar solen i storlek, yttemperatur och ljusstyrka.